# 加里·麦克默里
加里·麦克默里（英語：Gary McMurray，1969年12月16日—），新西兰男子轮椅橄榄球运动员。他曾代表新西兰参加1996年、2000年和2004年夏季残疾人奥林匹克运动会轮椅橄榄球比赛，获得一枚金牌和一枚铜牌。